# Tetris 64
Tetris 64 (テトリス64) é um jogo eletrônico de puzzle desenvolvido pela Amtex e lançado pela SETA para o Nintendo 64. Foi lançado exclusivamente no Japão em 1998 e veio acompanhado de um acessório único, o "Bio Sensor", que altera o jogo com base na frequência cardíaca do jogador.

## Jogabilidade

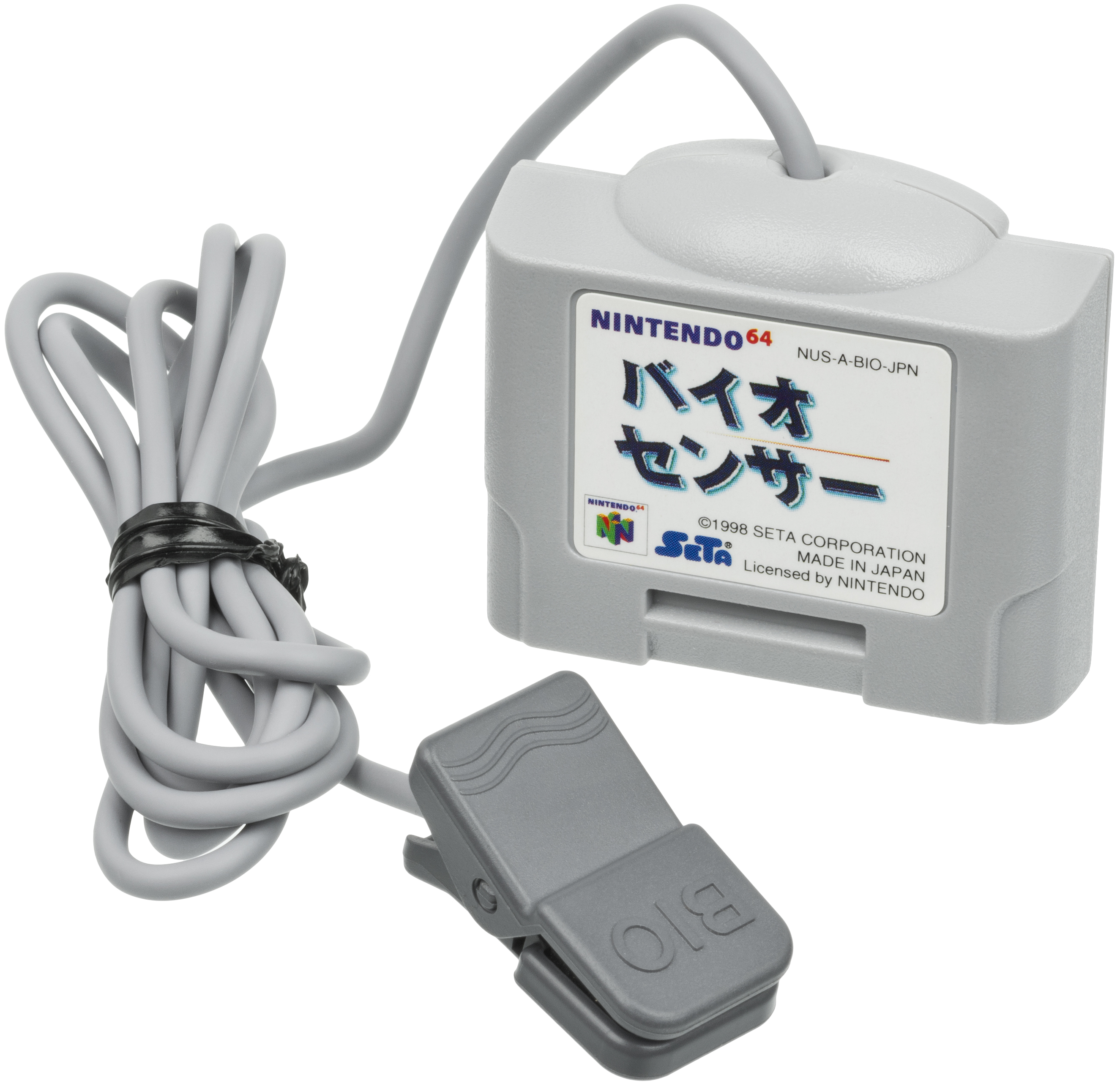
O "Bio Sensor" para Nintendo 64.

Tetris 64 apresenta três modos de jogo. O modo principal de "Tetris" apresenta a jogabilidade padrão de Tetris, com os jogadores tentando limpar linhas usando tetriminos que caem do topo da tela para evitar que sua área de jogo fique cheia. No "Giga Tetris", tetriminos maiores cairão além das peças de tamanho padrão; quando usados para limpar uma linha, eles se quebrarão em peças menores que caem para preencher os espaços abaixo. Ambos os modos suportam multijogador simultâneo para até quatro jogadores.
O modo "Bio Tetris" utiliza um acessório chamado Bio Sensor, que foi desenvolvido pela SETA e incluído nas cópias do Tetris 64. O Bio Sensor se conecta ao sistema através da porta de expansão do controle do Nintendo 64 e analisa a frequência cardíaca do jogador usando um clipe que se prende à orelha do jogador, com o jogo se adaptando com base nessas informações. O "Bio Tetris" oferece duas variações que utilizam essa funcionalidade: Normal, que diminui a dificuldade do jogo quando a frequência cardíaca do jogador aumenta, e Reverse, que aumenta a velocidade do jogo com a frequência cardíaca do jogador. Diferente dos outros modos, o "Bio Tetris" suporta apenas até dois jogadores no modo multijogador. Tetris 64 é o único jogo do Nintendo 64 compatível com o Bio Sensor.
Notavelmente, Tetris 64 usa exclusivamente texto em inglês em seus menus, apesar de nunca ter sido lançado fora do Japão.

## Recepção
Tetris 64 foi elogiado por seu modo multijogador, pois era o único jogo de Tetris para Nintendo 64 na época a suportar multijogador para quatro jogadores; The New Tetris incorporaria essa funcionalidade quando fosse lançado no ano seguinte. Por outro lado, o jogo foi criticado por seus gráficos ruins e fundos simples, que não conseguiam igualar outros jogos de Tetris lançados para o mesmo console, como Tetrisphere e Magical Tetris Challenge.
Alguns analistas fizeram comparações retroativas entre a funcionalidade do Bio Sensor no Tetris 64 e o acessório Wii Vitality Sensor, que foi cancelado.